# Haliplus apicalis
Haliplus apicalis (Syn.: H. striatus) ist ein Käfer aus der Familie der Wassertreter (Haliplidae). 

## Merkmale
Die Käfer erreichen eine Körperlänge von 2 bis 3 Millimetern. Ihr Körper ist länglich oval und rostgelb bis rostrot gefärbt. Die Deckflügel sind hinter den Schultern am breitesten, sind nach hinten jedoch allmählich gerundet verjüngt. Sie tragen schwarze Streifen auf den Punktreihen, die jedoch anders als beim ähnlichen Haliplus fluviatilis nicht deutlich unterbrochene sind. Selten sind diese Streifen auch verbreitert und fließen ineinander über, Quermakel fehlen. Die Deckflügel sind beim Männchen glänzend und am Grunde glatt, bei den Weibchen sind sie an der hinteren Hälfte sehr fein chagriniert und deshalb nicht glänzend. Der Prosternalfortsatz zwischen den Hüften der Vorderbeine ist flach. Ebenso ist der Prothorax flach. 

## Vorkommen und Lebensweise
Die Art ist in Nord- und Mitteleuropa verbreitet. Die Südliche Verbreitungsgrenze verläuft durch Deutschland, Österreich und Ungarn. Die Tiere leben besonders an der Meeresküste in Tümpeln mit Brackwasser. 